# Liste der Brücken über die Aubonne
Die Liste der Brücken über die Aubonne enthält die Brücken und Übergänge der Aubonne im Bezirk Morges des Kantons Waadt in der Schweiz, von der Quelle bei Bière bis zur Mündung bei Allaman in den Genfersee.

## Brückenliste
20 Übergänge überqueren den Fluss: Acht Strassenübergänge, acht Feldwegübergänge, zwei Werkstegübergänge, eine Fussgängerbrücke und eine Eisenbahnbrücke.
| Bild                                    | Name                                    | Ort                      | Lage | Funktion | Konstruktion                     | Material    | Länge in m | Höhe m ü. M. | Bemerkungen |
| --------------------------------------- | --------------------------------------- | ------------------------ | ---- | --- | -------------------------------- | ----------- | ---------- | ------------ | --- |
|                                         | Avenue du Tir Fédéral-Übergang          | Bière                    |      | Lokalstrasse (zweispurig) mit Velostreifen | Tunnel                           | Beton       | 6          | 679          | - Übergang ohne Geländer mit Asphaltfahrbahn. - Höchstgeschwindigkeit 50 km/h |
|                                         | Übergang bei La Scie                    | Bière                    |      | Feldweg | Tunnel                           | Beton       | 6          | 678          | - Übergang ohne Geländer. - La Scie ist ein landwirtschaftlicher Betrieb. |
|                                         | Chemin des Moulins-Übergang             | Bière                    |      | Wohnstrasse (zweispurig) mit Rohrleitungen an den Brückenseiten                                                                                      | Bachdurchlass                    | Beton       | 5          | 660          | - Brücke mit Betonbrüstung, Metallgeländer und Asphaltfahrbahn. - Höchstgeschwindigkeit 50 km/h |
|                                         | Brücke bei STEP Bière                   | Bière                    |      | Feldwegbrücke | Balkenbrücke                     | Beton       | 11         | 649          | - Brücke mit Metallgeländer, Schotterbelag und Pflanzenwuchs. - Wanderland-Route 128 Chemin du Vallon de l'Aubonne (Bière – Yens Gare) |
|                                         | Militärbrücke                           | Bière                    |      | Strassenbrücke (zweispurig) mit Eisenbahngleis | Balkenbrücke                     | Beton       | 144        | 646          | - Brücke mit Metallgeländer und Asphaltfahrbahn. - Die Brücke dient ausschliesslich dem Militär. - Die hohe Tragfähigkeit ermöglicht es, dass die Brücke von Panzern überquert werden kann. - Das Anschlussgleis der Chemin de fer Bière–Apples–Morges (BAM) zur Kaserne der Schweizer Armee dient dem Gütertransport. - Die Brücke befindet sich auf dem Truppenübungsplatz Place d'armes fédérale de Bière. - Die Wanderland-Route 128 Chemin du Vallon de l'Aubonne unterquert die Brücke auf der rechten Seite. |
|                                         | Pont du Roselet                         | Saint-Livres – Bière     |      | Feldwegbrücke | Gedeckte Brücke Balkenbrücke     | Holz        | 10         | 628          | - Die Brücke wurde 2018 erbaut. - Maximale Tragfähigkeit: 8 t - Die Wanderland-Route 128 Chemin du Vallon de l'Aubonne verläuft auf der westlichen Seite. |
|                                         | Pont de la Jonction (Chemin des Soules) | Saint-Livres – Bière     |      | Feldwegbrücke | Gedeckte Brücke Sprengwerkbrücke | Holz        | 12         | 567          | - Die Brücke wurde 1979 erbaut und 2013 renoviert. - Wanderland-Route 128 Chemin du Vallon de l'Aubonne (Bière – Yens Gare) - Die Brücke befindet sich in der Parklandschaft des Arboretums. - Flussabwärts mündet der Toleure als rechter Zufluss in die Aubonne. |
|                                         | Arboretum-Brücke                        | Saint-Livres – Montherod |      | Feldwegbrücke | Bogenbrücke                      | Holz        | 25         | 558          | - Die Brücke wurde 2009 erbaut. Sie ersetzte einen Übergang von 1973. - Brücke mit Holzgeländer und Betonfahrbahn. - Maximale Tragfähigkeit: 15 t - Wanderweg - Die Brücke befindet sich in der Parklandschaft des Arboretums. - Die Wanderland-Route 128 Chemin du Vallon de l'Aubonne verläuft auf der linken Flussseite. |
|                                         | Stauwehr-Steg (links)                   | Saint-Livres             |      | Werksteg | Talsperre                        | Beton       | 40         | 560          | - Die 17 Meter hohe Talsperre Plan-Dessous mit dem Stausee de La Vaux wurde 1957 fertiggestellt. - Die Wanderland-Route 128 Chemin du Vallon de l'Aubonne verläuft auf der linken Flussseite. |
|                                         | Stauwehr-Steg (rechts)                  | Montherod                |      | Werksteg | Talsperre                        | Beton       | 20         | 560          | |
|                                         | SEFA-Brücke                             | Saint-Livres – Montherod |      | Feldwegbrücke | Balkenbrücke                     | Holz        | 25         | 545          | - Brücke wurde 2012 erbaut. - Brücke mit Holzgeländer und Holzbretterboden. - Allgemeines Fahrverbot: Eintritt verboten - Die Brücke zum SEFA-Areal ist mit einem abschliessbaren Tor versehen. - Das überwachte Talsperre-Gelände ist nicht öffentlich zugänglich. |
|                                         | Brücke oberhalb des Arboretums          | Saint-Livres – Montherod |      | Feldwegbrücke | Balkenbrücke                     | Beton       | 18         | 542          | - Brücke mit Holzgeländer und Betonbelag. - Wanderweg - Die Brücke befindet sich in der Parklandschaft des Arboretums. - Die Wanderland-Route 128 Chemin du Vallon de l'Aubonne verläuft auf der linken Flussseite. |
|                                         | En Volaille-Brücke                      | Saint-Livres – Aubonne   |      | Feldwegbrücke | Balkenbrücke                     | Beton       | 14         | 504          | - Brücke mit Metallgeländer und Betonfahrbahn. |
|                                         | Sermaret-Brücke                         | Saint-Livres – Aubonne   |      | Strassenbrücke (zweispurig) 124 30b | Bogenbrücke                      | Stein Beton | 18         | 453          | - Die Brücke wurde 1847 erbaut. Sie ist im Inventar historischer Verkehrswege der Schweiz (IVS) aufgeführt. - Brücke mit Betonbrüstungen und Asphaltfahrbahn. - Höchstgeschwindigkeit 80 km/h - Bei der Brücke befindet sich die Bushaltestelle Aubonne, Sermaret. - PostAuto-Buslinie 722 (Etoy – Lavigny – Aubonne – St-Livres) - Veloland-Route 63 Gros de Vaud–La Côte (Etappe 2 Goumoens-la-Ville – Rolle) und Route 488 Route du vignoble de La Côte (Morges – Aubonne – Mont-sur-Rolle – Duilier – Nyon)     |
|                                         | Route de l'Etraz-Brücke                 | Saint-Livres – Aubonne   |      | Strassenbrücke (zweispurig) | Bogenbrücke                      | Stein Beton | 25         | 445          | - Brücke mit Steinbrüstungen und Asphaltfahrbahn. - Höchstgeschwindigkeit 80 km/h - Wanderweg |
|                                         | Chemin de la Vaux-Brücke                | Lavigny – Aubonne        |      | Strassenbrücke (zweispurig) mit Trottoir und Rohrleitung an der Brückenseite                                                                         | Balkenbrücke                     | Beton       | 21         | 412          | - Brücke mit Metallgeländer und Asphaltfahrbahn. - Die Pulvermühle Aubonne südwestlich der Brücke ist ein Kulturgut von nationaler Bedeutung. |
|                                         | Aubonne-Viadukt (Autobahn A1)           | Etoy – Allaman           |      | Autobahnbrücke (sechsspurig) mit Pannenstreifen, wobei je eine Spur in beiden Fahrtrichtungen als Ein- und Ausfahrt zum Anschluss «14 Aubonne» dient | Hohlkastenbrücke                 | Beton       | 277        | 396          | - Der Zwillingsviadukt wurde 1959/60 erbaut. - Das Bauwerk wurde 1991/92 saniert und verbreitert. - Am 1. Mai 1964, pünktlich zur Landesausstellung in Lausanne, wurde der Abschnitt Genf–Lausanne der A1 eröffnet. - Höchstgeschwindigkeit 120 km/h - Die Hauptstrasse Allaman–Aubonne (Hauptstrasse 126) unterquert das Viadukt. |
| Fussgängerbrücke unterhalb des Viadukts | Eisenbahnviadukt Aubonne                | Etoy – Allaman           |      | Eisenbahnbrücke (zweigleisig) | Bogenbrücke                      | Stein       | 120        | 395          | - Der Viadukt wurde um 1857 erbaut. - Bahnstrecke Lausanne–Genf: Die am meisten befahrene Bahnstrecke der Romandie wurde 1858 eröffnet und 1868 auf Doppelspurbetrieb umgebaut. - Höchstgeschwindigkeit 160 km/h - Unterhalb des Viadukts überquert eine Fussgängerbrücke den Fluss. |
|                                         | Pont d'Allaman (Route Suisse)           | Buchillon – Allaman      |      | Strassenbrücke (dreispurig) mit Trottoirs 1a | Bogenbrücke                      | Stein Beton | 50         | 390          | - Die Brücke wurde 1757 repariert oder neu erbaut. Sie ist im Inventar historischer Verkehrswege der Schweiz (IVS) aufgeführt. - Brücke mit Metallgeländer und Asphaltfahrbahn. - Höchstgeschwindigkeit 80 km/h - MBC-Buslinie 724 (Morges – St-Prex – Etoy – Allaman) - Veloland-Route 1 Rhone-Route (Etappe 7 Morges – Genève) und Route 46 Tour du Léman (Etappe 1 Genève – Morges) - Die hydrometrische Messstation Aubonne - Allaman, Le Coulet des Bundesamts für Umwelt (BAFU) befindet sich bei der Brücke. |
|                                         | Brücke bei Les Dailles                  | Buchillon – Allaman      |      | Fussgängerbrücke | Balkenbrücke                     | Beton       | 20         | 386          | - Brücke mit Metallgeländer und Betonbelag. - Wanderland-Route 3 Alpenpanorama-Weg (Etappe 26 Morges – Aubonne) und Route 4 ViaJacobi (Etappe 17 Lausanne – Rolle) - Übergang ist nicht behindertengerecht (Treppen). - Flussabwärts bis zur Mündung erstreckt sich das 44 Hektaren grosse national geschützte Auengebiet Embouchure de l’Aubonne. - Bei der Mündung der Aubonne in den Genfersee befindet sich das national bedeutende Amphibienlaichgebiet Bois Pourri.                                           |